# Centro Cívico (Tranvía de San Diego)
Centro Cívico o Civic Center es una estación del Trolley de San Diego localizada en el centro de San Diego, California funciona con la línea Azul y la Línea Naranja. La estación norte de la que procede a esta estación es One America Plaza y la estación siguiente sur es la Quinta Avenida.

## Zona
La estación se encuentra localizada entre la 2ª Avenida, 3ª Avenida y la Calle C cerca del Hotel Westgate el Teatro Balboa y el Consulado de la Ciudad de San Diego.

## Conexiones
Las líneas de buses cercanas a esta estación son los autobuses de las Rutas 11, 30, 50 y 150.